# Comocritis circulata
Comocritis circulata is een vlinder uit de familie van de stippelmotten (Yponomeutidae). De wetenschappelijke naam van de soort werd in 1918 gepubliceerd door Edward Meyrick.